# Diez minutos
Diez minutos é uma revista espanhola, enquadrada no gênero conhecido como "imprensa rosa". A primeira publicação ocorreu em 1º de setembro de 1951.